# تحديد ذاتي للهوية الجندرية

الدول التي تعترف بالتحديد الذاتي للهوية الجندرية

التحديد الذاتي للهوية الجندرية هو المفهوم القائل بأن الجنس أو النوع الاجتماعي القانوني للأشخاص يجب تحديده من خلال هويتهم الجندرية دون أي متطلبات طبية، من خلال الإقرار القانوني مثلًا.
يعدّ ذلك هدفًا رئيسيًا لحركة حقوق مغايري النوع الاجتماعي. يقول المدافعون في صدد التحديد الذاتي للهوية الجندرية إن المتطلبات الطبية يمكن أن تجبر الأشخاص المغايرين على الخضوع لعملية جراحية، وهي رقابة تطفلية ومهينة، وأن التعريف الذاتي سيسهل على مغايري النوع الاجتماعي حياتهم اليومية ويجعلها خالية من التحيز. يجادل مدافعون أيضًا بأنه لا يوجد دليل على أن مثل هذه القوانين تسببت في مشاكل في البلدان التي طُبقت فيها، مثل أيرلندا، حيث قُدمت القوانين في عام 2015.
يعارض بعض النسويون والنسويات التحديد الذاتي للهوية الجندرية، إذ يعتبرون أن السلامة في أماكن مثل الملاجئ والسجون، والإنصاف في الرياضة، يتأثران سلبًا، بينما يؤكد أصحاب الرأي الآخر على التحديد الذاتي للهوية الجندرية عند الأطفال الذين يعانون من الانزعاج الجندري لتوجيههم نحو علاج إعادة تحديد الجنس.
أصبح التحديد الذاتي للهوية الجندرية جزءًا من قوانين 17 دولة اعتبارًا من عام 2022، بما فيها البرازيل والهند وفرنسا وأيرلندا و6 دول أخرى في الاتحاد الأوروبي والعديد من الولايات القضائية في أمريكا اللاتينية. وقد ثبت أن مقترحات طرحه مثيرة للجدل في بعض البلدان، مثل إسبانيا والمملكة المتحدة.
قد يندرج الاعتراف القانوني بالنوع الاجتماعي بشكل أساسي تحت الولاية القضائية دون الوطنية في البلدان المنظمة كاتحادات مثل كندا والمكسيك، لذا قد يختلف الأمر من مقاطعة إلى أخرى. كما يمكن أن تختلف إجراءات الاعتراف القانوني بالنوع الاجتماعي ضمن الولاية القضائية نفسها، تبعًا للوثائق المختلفة، مثل شهادات الميلاد أو جوازات السفر، وليست دائمًا المحدد الوحيد للاعتراف بالنوع الاجتماعي في الحياة اليومية، كما هو الحال في الرعاية الصحية، والوصول إلى المرافق، أو في العلاقات الشخصية.

## مواقف الهيئات الدولية
اعتمدت الجمعية البرلمانية لمجلس أوروبا في أبريل 2015 القرار 2048 (2015)، والذي بموجبه «تدعو الجمعية الدول الأعضاء إلى تطوير إجراءات سريعة وشفافة وسهلة الوصول، على أساس التحديد الذاتي، لجميع الأشخاص الذين يسعون إلى ذلك، بغض النظر عن العمر أو الحالة الطبية أو الوضع المالي أو سجل الشرطة». ذكرت المفوضية السامية للأمم المتحدة لحقوق الإنسان في عام 2015 أن «المتطلبات التعسفية كشرط مسبق للاعتراف، مثلّا من خلال اشتراط إعادة التعيين القسري للنوع الاجتماعي والإجراءات الطبية الأخرى، تنتهك المعايير الدولية لحقوق الإنسان»، وقد صرح خبير الأمم المتحدة المستقل المعني بالحماية من العنف والتمييز على أساس التوجه الجنسي والهوية الجندرية فيكتور مادريغال بورلوز أن «حق المرء في التحديد الذاتي للهوية الجندرية جزء أساسي من حرية الفرد وحجر زاوية من هوية الشخص» وأن التزامات الدول تضمنت «اعتماد تدابير قانونية قائمة على تقرير المصير، وضمان حق القاصرين في التحديد الذاتي للهوية الجندرية».

### مواقف الجمعيات الدولية
أصدرت منظمة العفو الدولية عام 2014 تقريرًا بعنوان الدولة تقرر من أنا: غياب الاعتراف القانوني بالنوع الاجتماعي لمغايري النوع الاجتماعي في أوروبا. جادلت منظمة العفو الدولية في تقريرها أن العديد من الدول الأوروبية تقرّ قوانين اعتراف قانوني بالنوع الاجتماعي مستندة إلى معايير جندرية نمطية وتنتهك حقوق الأفراد في «الحياة الخاصة والعائلية، وفي الاعتراف بهم أمام القانون، والتمتع بأعلى مستوى من الصحة، والتحرر من المعاملة القاسية واللاإنسانية والمهينة دون تمييز على أساس الهوية الجندرية والتعبير الجندري». وجادل التقرير كذلك «بوجوب مقدرة مغايري النوع الاجتماعي على تحصيل اعتراف قانوني بالنوع الاجتماعي من خلال إجراءات سريعة وسهلة وشفافة، ووفقًا لتصوراتهم الخاصة عن الهوية الجندرية».
أصدرت شركة المحاماة متعددة الجنسيات دنتونز للاحتفال بأسبوع التوعية عن مغايري النوع الاجتماعي في نوفمبر 2019، تقريرًا بعنوان بالغون فقط؟ ممارسات جيدة للاعتراف القانوني بالنوع الاجتماعي للشباب بالتعاون مع المنظمة الدولية للشباب والطلاب المثليين والمثليات ومزدوجي الميل الجنسي ومغايري النوع الاجتماعي والكُوير وثنائيي الجنس- شبكة دولية من منظمات الطلاب والشباب من مجتمع الميم- ومؤسسة تومسون رويترز. بحث التقرير حالة الاعتراف القانوني بالنوع الاجتماعي للقاصرين في العديد من البلدان الأوروبية، ووُصف أنه «أداة قوية للناشطين».
جادل التقرير- استنادًا إلى المعايير الدولية لحقوق الإنسان- بأن الأشخاص الذين تقل أعمارهم عن 18 عامًا يجب أن يتمتعوا بالحق في الاعتراف القانوني بالنوع الاجتماعي بناءً على التحديد الذاتي لذلك، وأنه يجب الاعتراف بدلالة نوع اجتماعي ثالث، وأن الرعاية الصحية للمغايرين يجب أن تكون متاحة للعامة، كما يجب اعتبار التمييز على أساس الهوية الجندرية لا قانونيًا.
كما بحث التقرير في الحملات الرامية إلى إصلاح قوانين الاعتراف القانوني بالنوع الاجتماعي في تلك البلدان، مناقشًا أن أكثر الأساليب نجاحًا قد تضمنت استهداف السياسيين الشباب وأجنحة الشباب في الأحزاب السياسية، والتأكيد على إزالة وصمة الاعتلال، وجوانب حقوق الإنسان في الإصلاح، وتوظيف قصص الأفراد لأنسنة الحملة، والتدخل في وقت مبكر من العملية السياسية، والتعاون القوي بين المجموعات.
ينصح التقرير كما ورد فيه: «اربط حملتك بإصلاحات أكثر شعبية» وقد ورد فيه أيضًأ: «لقد وفر ذلك غطاء حماية، لا سيما في أيرلندا، حيث دُعمت المساواة في الزواج بقوة، لكن الهوية الجندرية بقيت قضية أكثر صعوبة لكسب التأييد العام لها». يوصي التقرير بتجنب الظهور في الأخبار، كما هو الحال في أيرلندا حيث مارس الناشطون «ضغوط مباشرة على السياسيين الأفراد وحاولوا إبقاء التغطية الصحفية عند الحد الأدنى».

## حول العالم

### الأمريكتان
وجدت دراسة أُجريت عام 2018 في مركز بي إم سي للصحة الدولية وحقوق الإنسان أن «غالبية بلدان أمريكا الجنوبية تسمح لمواطنيها من مغايري النوع الاجتماعي بتغيير الاسم والنوع الاجتماعي في الوثائق القانونية بطريقة سريعة وسهلة وغير مكلفة» وأن «التشريع الخاص بحماية حقوق [الأقليات الجنسية والجندرية] في أمريكا الجنوبية قد شهد تحولات أساسية وإيجابية» بعد عام 2010.
وجدت الدراسة أيضًا أن «مغايري النوع الاجتماعي غير قادرين على تغيير نوعهم الاجتماعي في السجلات العامة والوثائق القانونية في العديد من بلدان أمريكا اللاتينية ومنطقة البحر الكاريبي، ومعظمها في منطقة البحر الكاريبي وأمريكا الوسطى». تمتلك الأرجنتين والبرازيل وكولومبيا وكوستاريكا وإكوادور وأوروغواي قوانين للتحديد الذاتي للهوية الجندرية، بالإضافة إلى العديد من المقاطعات الكندية والولايات المكسيكية والأمريكية.

#### الأرجنتين
جعل قانون الهوية الجندرية الأرجنتين في عام 2012 «الدولة الوحيدة التي تسمح للأشخاص بتغيير هوياتهم الجندرية دون التعرض لعوائق مثل العلاج الهرموني أو الجراحة أو التشخيص النفسي الذي يصنفهم على أنهم يعانون من خلل». استشهدت منظمة الصحة العالمية بالأرجنتين في عام 2015 كدولة نموذجية لتوفير حقوق مغايري النوع الاجتماعي.
وجدت ورقة بحثية نُشرت في مجلة حقوق الإنسان عام 2018 لتحليل العوامل التي أدت إلى إنشاء القانون أن «المجموعة الأكثر مؤسساتية لعبت دورًا رئيسيًا في إدراج القضية على جدول الأعمال، في حين كان تحالف المنافسين الأكثر راديكاليةً حاسمًا في تطوير المحتوى الرائد والنهوض به».